# Unione Sportiva Sestri Levante 1948-1949
Questa voce raccoglie le informazioni riguardanti l'Unione Sportiva Sestri Levante nelle competizioni ufficiali della stagione 1948-1949.

## Rosa
| N. |                      | Ruolo | Calciatore    |
| -- | -------------------- | ----- | ------------- |
|    | Italia (bandiera)    | C     | E. Avvenente  |
|    | Italia (bandiera)    | A     | Carlos Bello  |
|    | Argentina (bandiera) | A     | G. Bruzzo     |
|    | Italia (bandiera)    | A     | F. Costagnola |
|    | Italia (bandiera)    | A     | G. Caviglia   |
|    | Ungheria (bandiera)  | A     | O. Kump       |
|    | Italia (bandiera)    | C     | S. Curletto   |
|    | Italia (bandiera)    | P     | A. Ivani      |

| N. |                   | Ruolo | Calciatore       |
| -- | ----------------- | ----- | ---------------- |
|    | Italia (bandiera) | D     | D. Malatto       |
|    | Italia (bandiera) | D     | T. Minetti       |
|    | Italia (bandiera) | A     | A. Mori          |
|    | Italia (bandiera) | C     | Pietro Pastorino |
|    | Italia (bandiera) | C     | R. Pini          |
|    | Italia (bandiera) | C     | D. Raffo         |
|    | Italia (bandiera) | C     | M. Santi         |